# Герасимово (Курская область)
Герасимово — деревня в Горшеченском районе Курской области России. Входит в состав Старороговского сельсовета.

## География
Деревня находится в восточной части Курской области, в лесостепной зоне, в пределах юго-западной части Среднерусской возвышенности, в верховьях реки Герасим, на расстоянии примерно 7 километров (по прямой) к юго-западу от посёлка городского типа Горшечное, административного центра района. Абсолютная высота — 161 метр над уровнем моря.
Часовой пояс
Деревня Герасимово, как и вся Курская область, находится в часовой зоне МСК (московское время). Смещение применяемого времени относительно UTC составляет +3:00.

## Население
| 1859 | 1897 | 2002 | 2010 |
| ---- | ---- | ---- | ---- |
| 704  | ↗788 | ↘75  | ↘73  |

Гендерный состав
По данным Всероссийской переписи населения 2010 года в гендерной структуре населения мужчины составляли 39,7 %, женщины — соответственно 60,3 %.
Национальный состав
Согласно результатам переписи 2002 года, в национальной структуре населения русские составляли 100 % из 75 чел.

## Улицы
Уличная сеть деревни состоит из трёх улиц.